# Ironman 70.3 Weltmeisterschaft 2011

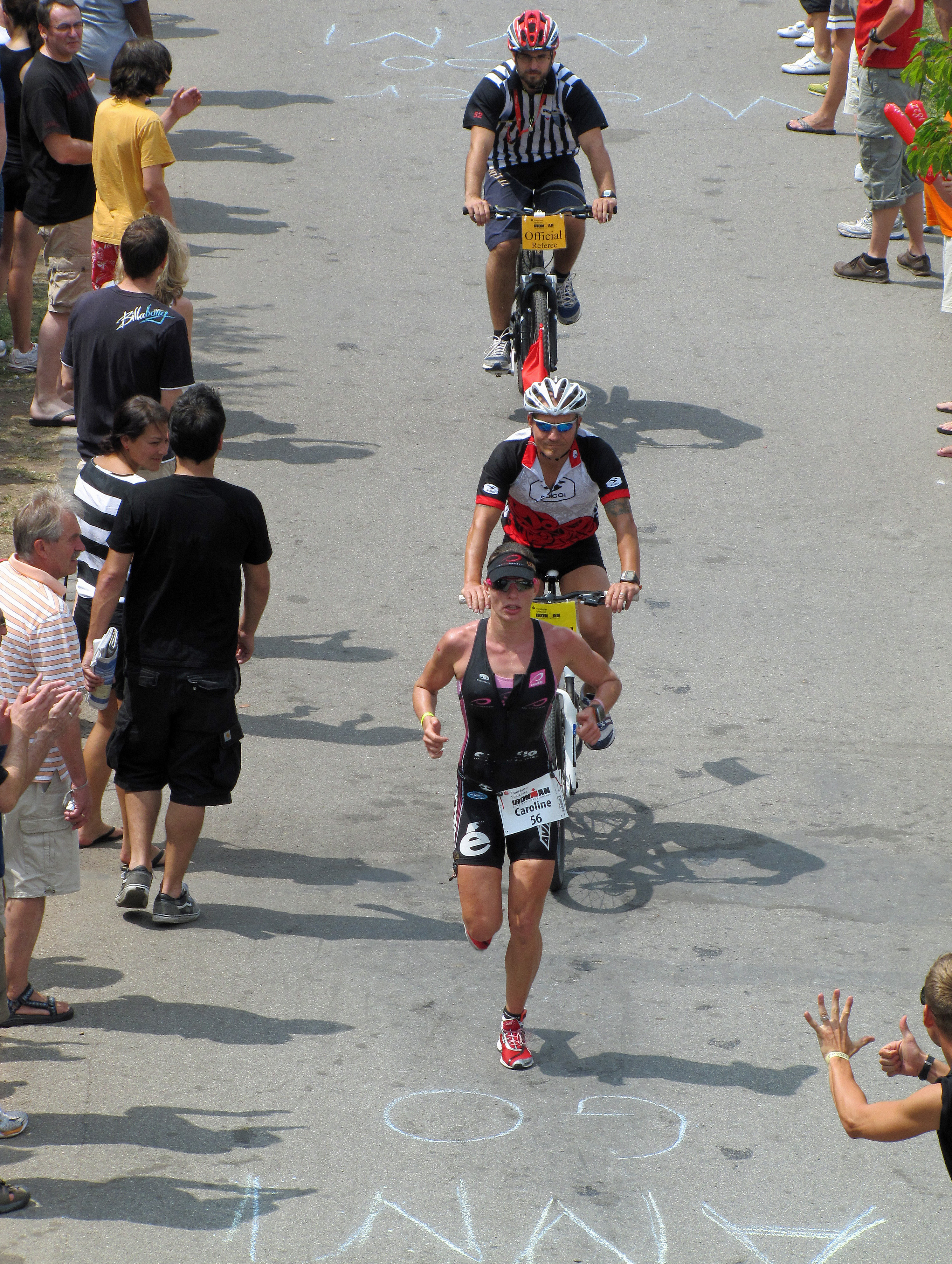
Caroline Steffen – die Siegerin des ersten Rennens in Thailand

Die 6. Ironman-70.3-Weltmeisterschaft ist die im Jahr 2011 ganzjährig in 23 Ländern ausgetragene Ironman-Triathlon-Rennserie der World Triathlon Corporation, bei der seit 2006 jährlich eine Weltmeisterschaft stattfindet.

## Organisation
Neben der Ironman-Rennserie über 3,8 km Schwimmen, 180 km Radfahren und 42,195 km Laufen besteht ein Ironman-70.3-Triathlon aus der Hälfte der klassischen Ironmandistanz. Bei einem Ironman-70.3-Rennen werden dementsprechend 1,9 km geschwommen (und somit leicht abweichend von der gebräuchlichen 2-km-Distanz der Mittelstrecke), 90 km auf dem Rad zurückgelegt und als Abschlussdisziplin ist die Halbmarathon-Strecke über 21,1 km laufend zu bewältigen. Aus der Gesamtdistanz von 113 km bzw. 70,3 Meilen leitet sich auch der Name ab.
Die Ironman 70.3 Weltmeisterschaft findet am 11. September 2011 in Las Vegas in den USA statt. Bei den Qualifikationsrennen auf der ganzen Welt kann man sich, genau wie bei einem Ironman-Rennen, für die Ironman-70.3-Weltmeisterschaft qualifizieren.

## Siegerliste
| Datum         | Event                           | Sieger Frauen             | Sieger Männer       |
| ------------- | ------------------------------- | ------------------------- | ------------------- |
| 5. Dez. 2010  | Ironman 70.3 Asia Pacific       | Caroline Steffen          | Timothy O’Donnell   |
| 16. Jan. 2011 | Ironman 70.3 Pucón              | Linsey Corbin             | Daniel Fontana      |
| 23. Jan. 2011 | Ironman 70.3 South Africa       | Jodie Swallow             | Frederik Van Lierde |
| 19. März 2011 | Ironman 70.3 San Juan           | Kelly Williamson          | Timothy O’Donnell   |
| 20. März 2011 | Aviva Ironman 70.3 Singapore    | Mary Beth Ellis           | Kris Gemmell        |
| 2. Apr. 2011  | Ironman 70.3 California         | Mirinda Carfrae           | Andy Potts          |
| 10. Apr. 2011 | Ironman 70.3 Texas              | Catriona Morrison         | Chris Lieto         |
| 17. Apr. 2011 | Ironman 70.3 New Orleans        | Julie Dibens              | Sebastian Kienle    |
| 1. Mai 2011   | Ironman 70.3 Port Macquarie     | Joanna Lawn               | Joseph Gambles      |
| 1. Mai 2011   | Ironman 70.3 St. Croix          | Catriona Morrison         | Maxim Kirat         |
| 7. Mai 2011   | Ironman 70.3 Busselton          | Joanna Lawn               | Tim Berkel          |
| 14. Mai 2011  | Ironman 70.3 Mallorca           | Emma-Kate Lidbury         | Andreas Raelert     |
| 15. Mai 2011  | Ironman 70.3 Florida            | Caitlin Snow              | Andy Potts          |
| 22. Mai 2011  | Ironman 70.3 Austria            | Karin Thürig              | Filip Ospalý        |
| 4. Juni 2011  | Ironman 70.3 Hawaii             | Bree Wee                  | Luke Bell           |
| 5. Juni 2011  | Ironman 70.3 Switzerland        | Caroline Steffen          | Andreas Böcherer    |
| 5. Juni 2011  | Ironman 70.3 Mooseman           | Lesley Paterson           | Maxim Kirat         |
| 11. Juni 2011 | Ironman 70.3 Boise              | Magali Tisseyre           | Ben Hoffman         |
| 12. Juni 2011 | Eagleman Ironman 70.3           | Mirinda Carfrae           | TJ Tollakson        |
| 12. Juni 2011 | Ironman 70.3 Kansas             | Chrissie Wellington       | Paul Matthews       |
| 12. Juni 2011 | Ironman 70.3 Italy              | Martina Dogana            | Daniel Fontana      |
| 19. Juni 2011 | UK Ironman 70.3                 | Emma-Kate Lidbury         | Mikel Elgazabel     |
| 26. Juni 2011 | Ironman 70.3 Buffalo Springs    | Kelly Handel Williamson   | Raynard Tissink     |
| 3. Juli 2011  | Ironman 70.3 Korea              | Joanna Lawn               | Cameron Brown       |
| 9. Juli 2011  | Ironman 70.3 Muncie             | Melissa Rollison          | Ben Hoffman         |
| 10. Juli 2011 | Ironman 70.3 Rhode Island       | Magali Tisseyre           | David Kahn          |
| 17. Juli 2011 | Ironman 70.3 Racine             | Christie Sym              | Paul Ambrose        |
| 17. Juli 2011 | Vineman Ironman 70.3            | Melissa Rollison          | Andy Potts          |
| 24. Juli 2011 | Antwerp Ironman 70.3            | Sofie Goos                | Bart Aernouts       |
| 31. Juli 2011 | Ironman 70.3 Calgary            | Tenille Hoogland          | Timothy O’Donnell   |
| 7. Aug. 2011  | Ironman 70.3 Boulder            | Angela Naeth              | Joseph Gambles      |
| 14. Aug. 2011 | Ironman 70.3 Philippines        | Belinda Granger           | Pete Jacobs         |
| 14. Aug. 2011 | Ironman 70.3 Lake Stevens       | Tyler Stewart             | Luke Bell           |
| 14. Aug. 2011 | Ironman 70.3 Germany            | Karin Thürig              | Andreas Böcherer    |
| 14. Aug. 2011 | Ironman 70.3 Steelhead          | Melissa Rollison          | Tom Lowe            |
| 21. Aug. 2011 | Ironman 70.3 Timberman          | Chrissie Wellington       | Rasmus Henning      |
| 27. Aug. 2011 | Ironman 70.3 Brazil             | Susana Festner dos Santos | Adriano Sacchetto   |
| 4. Sep. 2011  | Ironman 70.3 Ireland            | Lucy Gossage              | Mike Aigroz         |
| 11. Sep. 2011 | Ironman 70.3 World Championship | Melissa Rollison          | Craig Alexander     |
| 11. Sep. 2011 | Ironman 70.3 Muskoka            | Amanda Lovato             | Michael Lovato      |
| 18. Sep. 2011 | Ironman 70.3 Tokoname Japan     | Belinda Granger           | Hideo Fukui         |
| 18. Sep. 2011 | Ironman 70.3 Cancún             | Christie Sym              | Andreas Böcherer    |
| 18. Sep. 2011 | Ironman 70.3 Syracuse           | Nikki Butterfield         | Bart Aernouts       |
| 18. Sep. 2011 | Ironman 70.3 Branson            | Svetlana Blazevic         | Ben Hoffman         |
| 25. Sep. 2011 | Ironman 70.3 Augusta            | Emma-Kate Lidbury         | Wiktor Sjemzew      |
| 25. Sep. 2011 | Ironman 70.3 Pays d’Aix France  | Jeanne Collonge           | Stéphane Poulat     |
| 2. Okt. 2011  | Ironman 70.3 Pocono Mountains   | Magali Tisseyre           | Bart Aernouts       |
| 23. Okt. 2011 | Ironman 70.3 Austin             | Jessica Meyers            | Michael Raelert     |
| 30. Okt. 2011 | Ironman 70.3 Miami              | Leanda Cave               | Sebastian Kienle    |
| 5. Nov. 2011  | Ironman 70.3 Taiwan             | Michelle Wu               | Chris McCormack     |

## Gesamtwertung
Für die Sieger werden bei einem Ironman-70.3-Rennen unterschiedlich viele Punkte vergeben.
Die aktuellen Platzierungen in der Jahreswertung lauten:

### Männer
| Platz | Land | Athletin          | Punkte |
| ----- | ---- | ----------------- | ------ |
| 1     | AUS  | Timothy O’Donnell | 3.000  |
| 1     | DEU  | Michael Raelert   | 3.000  |
| 3     | CZE  | Filip Ospalý      | 2.000  |
| 4     | AUS  | Richie Cunningham | 1.350  |
| 5     | ITA  | Daniel Fontana    | 1.300  |

aktualisiert am 18. Januar 2011

### Frauen
| Platz | Land | Athletin         | Punkte |
| ----- | ---- | ---------------- | ------ |
| 1     | GBR  | Jodie Swallow    | 3.000  |
| 2     | GBR  | Leanda Cave      | 2.750  |
| 3     | CAN  | Angela Naeth     | 6.500  |
| 4     | CHE  | Caroline Steffen | 1.500  |
| 6     | DEU  | Nina Kraft       | 1.495  |

aktualisiert am 18. Januar 2011